# Skaftárhreppur
Skaftárhreppur est une municipalité située au sud de l'Islande.

## Histoire
Découverte d'une épée de plus de 950 ans.

## Composition
Le hameau de Nupsstadur, abandonné depuis 2010, se caractérise par les toits couverts de gazon de ses habitations, selon les pratiques de construction des XVIIIe et XIXe siècles.

## Démographie
Évolution de la population :
2011: 446
2022: 641